# FA WSL Spring Series
La FA WSL Spring Series fue la temporada puente de la FA Women's Super League que unía la temporada 2016 (VI Edición) con la de 2017-18 (VII Edición). Esta corta edición empezó en abril de 2017 y terminó en junio de 2017 y sirvió de transición al cambiar de un formato de verano a uno de invierno. 
Aunque la temporada 2017-18 tendría 21 equipos, en la Spring Series participaría 20. Sin embargo, dos días antes de que la competición empezara, Notts County Ladies anunció que no jugarían, dejando 19 equipos en total. Los clubes jugaron una vez entre ellos, sin sistema de ascensos y descensos. La WSL 2 empezó en febrero mientras que la WSL 1 comenzó en abril.

## WSL 1

### Equipos
Originalmente, la temporada contaría con 10 equipos, sin embargo, dos días antes de que la competición empezara, Notts County Ladies anunció que no jugarían.
| Equipo          | Ubicación      | Estadio                          | Capacidad | Temporada 2016 |
| --------------- | -------------- | -------------------------------- | --------- | -------------- |
| Arsenal         | Borehamwood    | Meadow Park                      | 4,502     | 3º             |
| Birmingham City | Solihull       | Damson Park                      | 3,050     | 4º             |
| Bristol City    | Filton         | Stoke Gifford Stadium            | 1,500     | 2º, WSL 2      |
| Chelsea         | Staines        | Wheatsheaf Park                  | 3,009     | 2nd            |
| Liverpool       | Widnes         | Select Security Stadium          | 13,350    | 5º             |
| Manchester City | Mánchester     | Academy Stadium                  | 7,000     | 1º             |
| Reading         | High Wycombe   | Adams Park                       | 9,617     | 8º             |
| Sunderland      | Hetton-le-Hole | Eppleton Colliery Welfare Ground | 2,500     | 7º             |
| Yeovil Town     | Yeovil         | Huish Park                       | 9,565     | 1º, WSL 2      |

### Tabla de posiciones
| Pos. | Equipo          | Pts. | PJ | G | E | P | GF | GC | Dif. |
| ---- | --------------- | ---- | -- | - | - | - | -- | -- | ---- |
| 1    | Chelsea         | 19   | 8  | 6 | 1 | 1 | 32 | 3  | +29  |
| 2    | Manchester City | 19   | 8  | 6 | 1 | 1 | 17 | 6  | +11  |
| 3    | Arsenal         | 18   | 8  | 5 | 3 | 0 | 22 | 9  | +13  |
| 4    | Liverpool       | 14   | 8  | 4 | 2 | 2 | 20 | 18 | +2   |
| 5    | Sunderland      | 9    | 8  | 2 | 3 | 3 | 4  | 14 | −10  |
| 6    | Reading         | 8    | 8  | 2 | 2 | 4 | 10 | 15 | −5   |
| 7    | Birmingham City | 7    | 8  | 1 | 4 | 3 | 6  | 10 | −4   |
| 8    | Bristol City    | 4    | 8  | 1 | 1 | 6 | 5  | 21 | −16  |
| 9    | Yeovil Town     | 1    | 8  | 0 | 1 | 7 | 6  | 26 | −20  |

 Fuente: FA WSL
Criterios de clasificación: 1) Puntos; 2) Diferencia de goles; 3) Número de goles marcados

### Resultados
| Local \ Visitante | ARS | BIR | BRI | CHE | LIV | MCI | REA | SUN | YEO |
| ----------------- | --- | --- | --- | --- | --- | --- | --- | --- | --- |
| Arsenal           |     | 4–2 |     |     | 4–4 |     | 1–0 |     |     |
| Birmingham City   |     |     | 2–0 | 0–2 | 0–2 |     |     | 0–0 | 0–0 |
| Bristol City      | 0–5 |     |     | 0–4 | 1–1 | 0–3 | 1–3 |     |     |
| Chelsea           | 2–2 |     |     |     | 7–0 |     |     |     | 6–0 |
| Liverpool         |     |     |     |     |     | 1–3 | 4–2 | 4–0 |     |
| Manchester City   | 0–1 | 1–1 |     | 1–0 |     |     |     |     | 5–1 |
| Reading           |     | 1–1 |     | 0–4 |     | 2–3 |     |     |     |
| Sunderland        | 0–0 |     | 1–0 | 0–7 |     | 0–1 | 1–1 |     |     |
| Yeovil Town       | 1–5 |     | 2–3 |     | 1–4 |     | 0–1 | 1–2 |     |

### Estadísticas

#### Máximas goleadoras
Actualizado el 3 de junio de 2017 
| Puesto | Jugadora        | Equipo          | Goles |
| ------ | --------------- | --------------- | ----- |
| 1      | Fran Kirby      | Chelsea         | 6     |
| 2      | Caroline Weir   | Liverpool       | 5     |
| 3      | Karen Carney    | Chelsea         | 4     |
| 3      | Danielle Carter | Arsenal         | 4     |
| 3      | Erin Cuthbert   | Chelsea         | 4     |
| 3      | Toni Duggan     | Manchester City | 4     |
| 3      | Natasha Harding | Liverpool       | 4     |
| 3      | Ji So-yun       | Chelsea         | 4     |
| 3      | Jordan Nobbs    | Arsenal         | 4     |
| 3      | Drew Spence     | Chelsea         | 4     |

## WSL 2

### Equipos
En esta temporada compitieron 10 equipos, Brighton & Hove Albion ascendió después de vencer al Sporting Club Albion en los play-offs de la FA Women's Premier League Championship 2015-16. Tras la desaparición del Notts County Ladies en abril de 2017, un equipo fue ascendido a la WSL 1 al final de la Spring Series para la temporada 2017-18, basándose en una evaluación de la FA del club solicitante.
| Equipo                  | Ubicación     | Estadio                  | Capacidad | Temporada 2016 |
| ----------------------- | ------------- | ------------------------ | --------- | -------------- |
| Aston Villa             | Tamworth      | The Lamb Ground          | 4,000     | 7º             |
| Brighton & Hove Albion  | Lancing       | Culver Road              | 2,000     | 1º, WPL        |
| Doncaster Rovers Belles | Doncaster     | Keepmoat Stadium         | 15,231    | 9º, WSL 1      |
| Durham                  | Durham        | New Ferens Park          | 3,000     | 4º             |
| Everton                 | Widnes        | Select Security Stadium  | 13,350    | 3º             |
| London Bees             | Canons Park   | The Hive Stadium         | 5,176     | 6º             |
| Millwall Lionesses      | Bermondsey    | St. Paul's Sports Ground | 2,500     | 8º             |
| Oxford United           | Abingdon      | Northcourt Road          | 2,000     | 9º             |
| Sheffield               | Dronfield     | Coach and Horses         | 2,000     | 5º             |
| Watford]]               | Kings Langley | Global Metcorp Stadium   | 1,000     | 10º            |

### Tabla de posiciones
| Pos. | Equipo                  | Pts. | PJ | G | E | P | GF | GC | Dif. |                                               |
| ---- | ----------------------- | ---- | -- | - | - | - | -- | -- | ---- | --------------------------------------------- |
| 1    | Everton                 | 22   | 9  | 7 | 1 | 1 | 25 | 7  | +18  | Solicitó ascenso a la WSL 1. Acenso aprobado. |
| 2    | Doncaster Rovers Belles | 18   | 9  | 5 | 3 | 1 | 19 | 9  | +10  | Solicitó ascenso a la WSL 1.                  |
| 3    | Millwall Lionesses      | 17   | 9  | 5 | 2 | 2 | 12 | 8  | +4   |                                               |
| 4    | Aston Villa             | 17   | 9  | 5 | 2 | 2 | 19 | 16 | +3   |                                               |
| 5    | Durham                  | 16   | 9  | 5 | 1 | 3 | 14 | 10 | +4   |                                               |
| 6    | Brighton & Hove Albion  | 10   | 9  | 2 | 4 | 3 | 8  | 13 | −5   |                                               |
| 7    | London Bees             | 10   | 9  | 3 | 1 | 5 | 13 | 21 | −8   |                                               |
| 8    | Watford                 | 8    | 9  | 2 | 2 | 5 | 12 | 17 | −5   |                                               |
| 9    | Sheffield               | 6    | 9  | 2 | 0 | 7 | 9  | 18 | −9   |                                               |
| 10   | Oxford United           | 2    | 9  | 0 | 2 | 7 | 7  | 19 | −12  |                                               |

 Fuente: FA WSL
Criterios de clasificación: 1) Puntos; 2) Diferencia de goles; 3) Número de goles marcados

### Resultados
| Local \ Visitante       | AST | BRH | DON | DUR | EVE | LON | MIL | OXF | SHE | WAT |
| ----------------------- | --- | --- | --- | --- | --- | --- | --- | --- | --- | --- |
| Aston Villa             |     | 3–1 |     | 5–4 |     | 3–2 | 1–1 |     |     | 3–2 |
| Brighton & Hove Albion  |     |     | 0–0 |     |     |     |     | 1–1 | 3–1 | 2–1 |
| Doncaster Rovers Belles | 2–1 |     |     | 2–1 | 3–3 | 4–1 |     |     |     |     |
| Durham                  |     | 1–0 |     |     |     | 3–0 | 1–0 | 2–1 | 1–0 |     |
| Everton                 | 3–0 | 5–0 |     | 1–0 |     |     |     |     |     | 4–0 |
| London Bees             |     | 1–1 |     |     | 0–4 |     | 1–2 | 3–1 | 2–1 |     |
| Millwall Lionesses      |     | 0–0 | 2–1 |     | 2–1 |     |     | 2–0 | 1–2 |     |
| Oxford United           | 0–0 |     | 0–4 |     | 1–2 |     |     |     |     | 1–2 |
| Sheffield               | 1–3 |     | 0–2 |     | 1–2 |     |     | 3–2 |     |     |
| Watford                 |     |     | 1–1 | 1–1 |     | 2–3 | 1–2 |     | 2–0 |     |

### Estadísticas

#### Máximas goleadoras
Actualizado el 21 de mayo de 2017 
| Puesto | Jugadora               | Equipo                  | Goles |
| ------ | ---------------------- | ----------------------- | ----- |
| 1      | Courtney Sweetman-Kirk | Doncaster Rovers Belles | 9     |
| 2      | Claudia Walker         | Everton                 | 7     |
| 3      | Simone Magill          | Everton                 | 5     |
| 3      | Zoe Ness               | Durham                  | 5     |
| 5      | Natasha Baptiste       | Aston Villa             | 4     |
| 5      | Ashleigh Goddard       | London Bees             | 4     |
| 5      | Ini-Abasi Umotong      | Oxford United           | 4     |
| 5      | Jo Wilson              | London Bees             | 4     |